# 鵬灣跨海大橋
鵬灣跨海大橋是台灣唯二現存的開啟橋（另一座為大港橋），位於屏東縣大鵬灣國家風景區內，橫跨大鵬灣潟湖中唯一的出海口，位置即青洲濱海遊憩區北邊，屬於大鵬灣環灣道路一部分，於2011年3月27日啟用。
興建工期三年，於2008年動工新建，由交通部台灣區國道新建工程局代辦規劃興建，中華工程建造，造價新臺幣17億元。橋身設計成單塔非對稱複合式斜張橋，且每逢週末下午四點三十分封橋，然後舉行2分鐘的開橋秀，兩分鐘時間即可將橋面開啟至75度角，開啟長度40公尺，類似日本的勝鬨橋。斜張橋長155公尺，塔身約73公尺高，為帆船造型橋塔採自充填混泥土系統模板施工成A字型。全長579公尺，橋面路寬30公尺。道路設計除了可通行大眾車輛外，還有單車道及人行道提供通行。

## 開橋秀

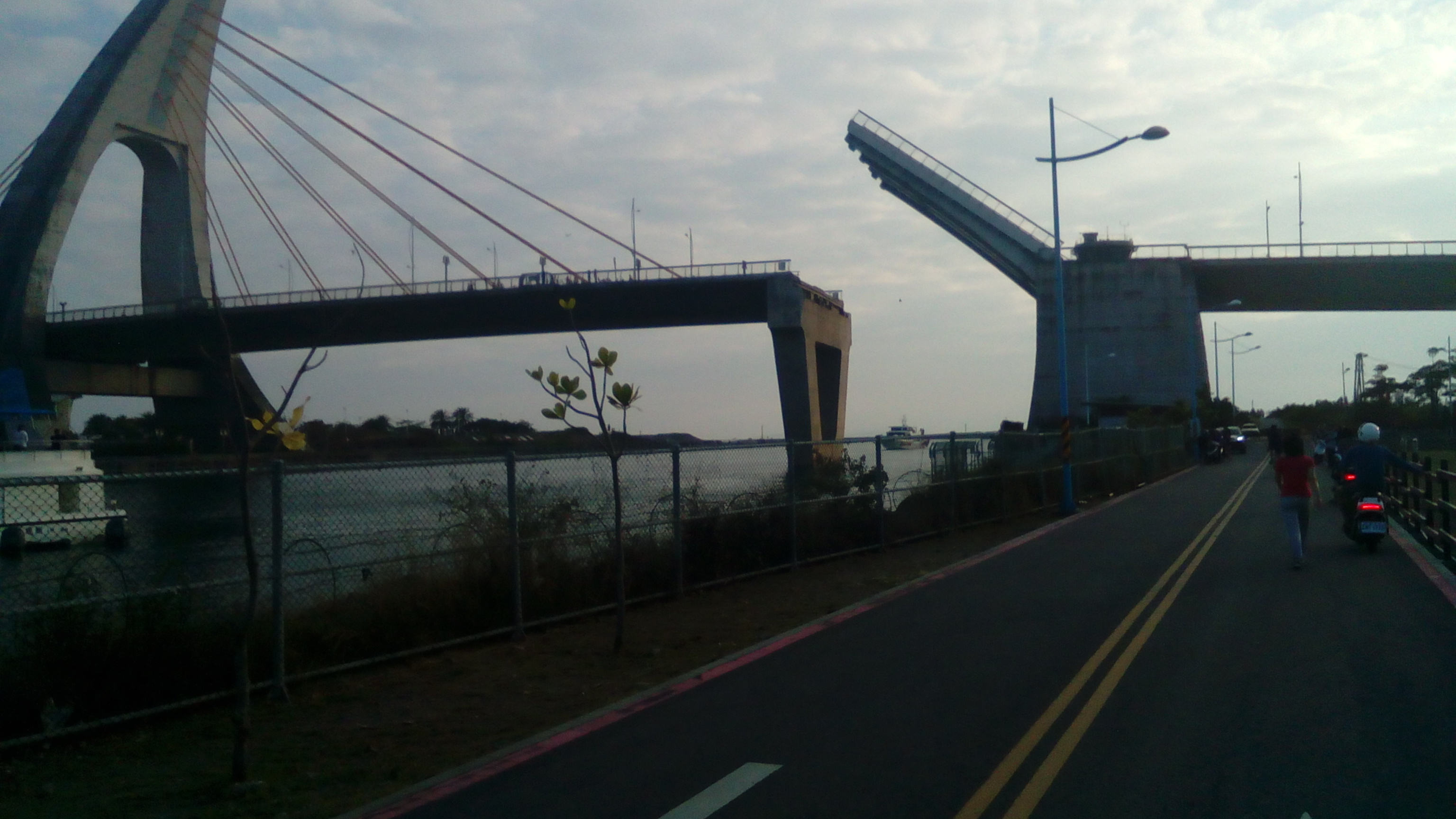
於每週六傍晚，鵬灣跨海大橋的「開橋秀」

每周六下午5時進行封橋管制，在橋台旁操控室的工作人員廣播後，將一部分橋面開啟後閉合，開啟長度40公尺，同時以廣播介紹該橋樑的特色，前後共約耗時五分鐘，作為一種吸引觀光的方式。

## 資料來源
1. 1 2 3 4 5  . 聯合報. 2011-03-28  [2013-02-16]. （原始内容存档于2016-03-04）.
2. 1 2 3 4 5  . 聯合報 (聯合新聞網). 2011-05-26  [2012-12-08].[永久]